# Административни центар Владе Републике Српске
Административни центар Владе Републике Српске је објекат у Бањој Луци изграђен за потребе смјештаја институција Републике Српске, прије свега Владе.
Располаже корисном површином од 49.140 m², од чега је 23.036 m² у Владиној згради од 17 спратова (највиша зграда у Бањој Луци), а 26.104 квадратна метра у комплексу АБЦ ламела.
Трг испред зграде има 13.005 m² и четири фонтане.

## Изградња објекта
Администартивни центар Владе РС грађен је двије године. Изградња објекта је почела у новембру 2005. за потребе Телекома Српске. На основу споразума о уступању од 26. јула 2006, Влада Републике Српске преузима инвестицију изградње пословне зграде. Највише контроверзи које су пратиле изградњу овог објекта тичу се цијене изградње. Неки извори тврде да је цијена око 170 милиона КМ, а према процјенама главног ревизора РС коначна цијена комплекса је 220 милиона конвертибилних марака.

## Отварање објекта
Центар је свечано отворен 21. новембра 2007, на годишњицу потписивања Дејтонског споразума. Премијер РС Милорад Додик свечаним пресијецањем врпце отворио је овај објекат, након што му је министар за просторно уређење, грађевинарство и екологију РС Фатима Фетибеговић уручила употребну дозволу. Свечаности отварања Административног центра Владе РС присуствовали су члан Предсједништва БиХ из РС Небојша Радмановић, потпредсједник РС Давор Чордаш, министри РС и посланици у Народној скупштини РС, представници међународне заједнице и дипломатског кора у БиХ, представници заједничких институција у БиХ, те културног, привредног и јавног живота у БиХ. Чин освећења објекта обавио је владика зворничко-тузлански господин Василије.
Свечаност су увеличали предсједник Владе Србије Војислав Коштуница, министар трговине и услуга Србије Предраг Бубало и министар без портфеља Драган Ђилас, те великодостојници вјерских заједница у БиХ, међу којима владике захумско-херцеговачки господин Григорије и зворничко-тузлански господин Василије, бискуп бањалучки Фрањо Комарица, муфтија бањалучки Едхем Чамџић и рабин Јеврејске заједнице у БиХ Јозеф Атијас.